# 石谷穆清
石谷 穆清（いしがや あつきよ）は、幕末の江戸幕府旗本。官位は因幡守、後に長門守。江戸時代初期に江戸北町奉行を務めた石谷貞清の子孫。

## 生涯
文化14年（1817年）8月4日に家督を相続して小普請となる。書院番を務めた後、天保8年（1837年）1月11日に使番、天保15年（1844年）9月10日に目付となる。嘉永2年（1849年）12月24日、堺奉行に就任し、嘉永5年（1852年）5月19日に大坂西町奉行となり、安政元年（1854年）5月20日まで務める。安政2年（1855年）8月9日、勘定奉行となり、安政5年（1858年）に江戸北町奉行となった。
大老井伊直弼の政策下で起こった、いわゆる「安政の大獄」では五手掛（他は寺社奉行松平宗秀、勘定奉行池田頼方、大目付久貝正典、目付神保長興）の一員として裁断に関与する。
文久2年（1862年）6月5日に一橋家家老、同年8月24日に講武所奉行となりこれを1か月務める。さらに同年閏8月25日に西丸留守居となった。
しかし、遡る安政7年（1860年）3月3日、いわゆる桜田門外の変において井伊直弼が殺害された後、反井伊派が台頭し、文久2年（1862年）5月、勅命を受け一橋慶喜が将軍後見職に、松平春嶽が政事総裁職に就任した。この体制は井伊直弼時代の政治を否定し、大獄で幽閉されていた者の釈放や井伊家に対する減封などの施策と共に、弾圧の取調べをした者に対する処罰を行った。穆清もまた安政の大獄の際の責任者の1人として、飯泉喜内の処断に関して不備があったという理由で同年11月23日に免職となり、隠居・差控を命じられた。
元治2年（1865年）1月20日に再び講武所奉行となり、慶応2年（1866年）11月17日に免職された。
明治2年（1869年）5月22日に死去。

## 関連作品
テレビドラマ
- 『花燃ゆ』（2015年、NHK大河ドラマ、演：橋本じゅん）